# Народно читалище „Зора – 1858“
Народно читалище „Зора – 1858“ е читалище в гр. Дупница.

## История
Основано е през 1858 година с настоятел Димитър Янакиев Бисеров – Околията. След 1944 г. читалището получава името „Марек“, по псевдонима на Станке Димитров. От 1992 г. читалището възстановява първоначалното си име „Зора“.
След промените в Закона за народните читалища, през 2009 г. към името на читалището е добавена и годината на неговото създаване – Народно читалище „Зора 1858“, град Дупница.